# Municipio de Warren (condado de Clinton)
El municipio de Warren (en inglés: Warren Township) es un municipio ubicado en el condado de Clinton en el estado estadounidense de Indiana. En el año 2010 tenía una población de 619 habitantes y una densidad poblacional de 8,12 personas por km².

## Geografía
Según la Oficina del Censo de los Estados Unidos, tiene una superficie total de 76.24 km², de la cual 76,24 km² corresponden a tierra firme y (0 %) 0 km² es agua.

## Demografía
Según el censo de 2010, había 619 personas residiendo. La densidad de población era de 8,12 hab./km². De los 619 habitantes, estaba compuesto por el 99,03 % blancos, el 0,16 % eran amerindios, el 0,32 % eran de otras razas y el 0,48 % eran de una mezcla de razas. Del total de la población el 1,78 % eran hispanos o latinos de cualquier raza.